# 维克斯-阿姆斯特朗公司
维克斯-阿姆斯特朗有限公司（Vickers-Armstrongs Limited）是英国的一家造船公司，由维克斯有限公司及阿姆斯特朗-惠特沃斯於1927年合并而成。公司大部分股份在1960-70年代间国有化，其他的於1977年改組成維克斯公司（Vickers plc）。

## 历史
1927年维克斯公司合并了位于泰恩賽德的阿姆斯壯-惠特沃斯（它是由第一代阿姆斯壯男爵威廉·阿姆斯壯创建的）。它们都是生产各种军事装备的公司。阿姆斯特朗-惠特沃斯公司以设在艾尔斯维克的火炮厂和泰恩河畔纽卡斯尔的沃克船厂而闻名。
1928年3月收购了卡登·洛伊德公司（Carden-Loyd）。从1925年起，卡登·洛伊德公司已经研发了单人豆战车与MK. I型至V型，共6种。公司被合并后，又研制出最为成功的卡登·洛伊德 MK. VI豆戰車。
1929年它又合并了卡梅尔-赖德铁路公司形成了都城嘉慕客厢货厢公司。